# Имирчала
Имирчала (груз. იმირჭალა, ранее — Баилари, (азерб. Bəylər) — село Марнеульского муниципалитета, края Квемо-Картли республики Грузия со 100 %-ным азербайджанским населением. Находится на юге Грузии, на территории исторической области Борчалы.

## География
Граничит с селами Диди-Беглари, Саимерло, Шулавери, Земо-Кулари, Баидари и Даштапа Марнеульского Муниципалитета.

## Экономика
Население в основном занимается овцеводством, скотоводством, овощеводством и плодоводством. В апреле 2011 года компания «SOCAR Energy Georgia Gas Ltd», являющаяся дочерней компанией Государственной нефтяной компании Азербайджанской Республики «SOCAR» полностью завершила газификацию села Баилари, потратив на это 450 тысяч лари.

## Достопримечательности
- Мечеть[4]
- Средняя школа